# Ron Kauk

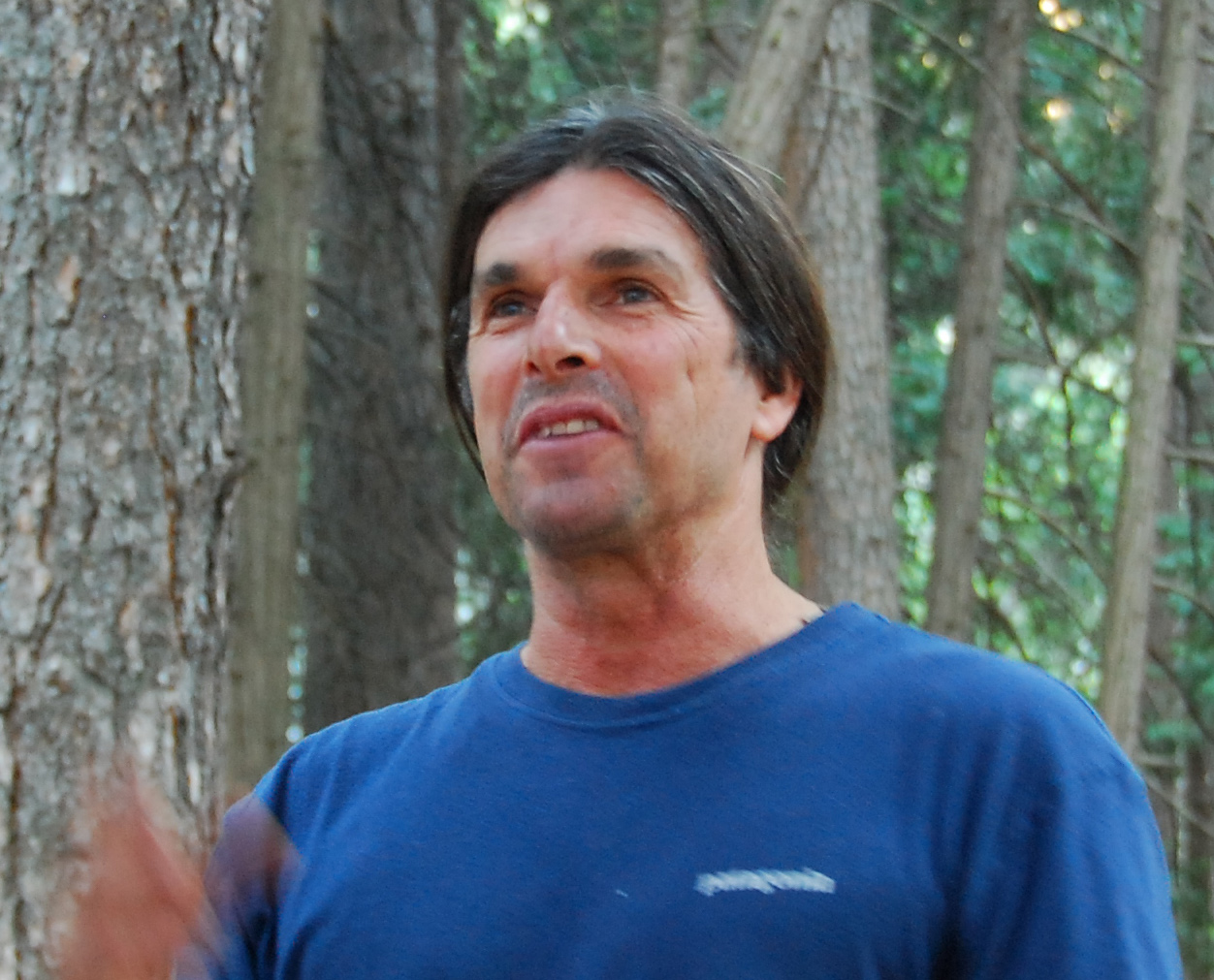
Ron Kauk (2011)

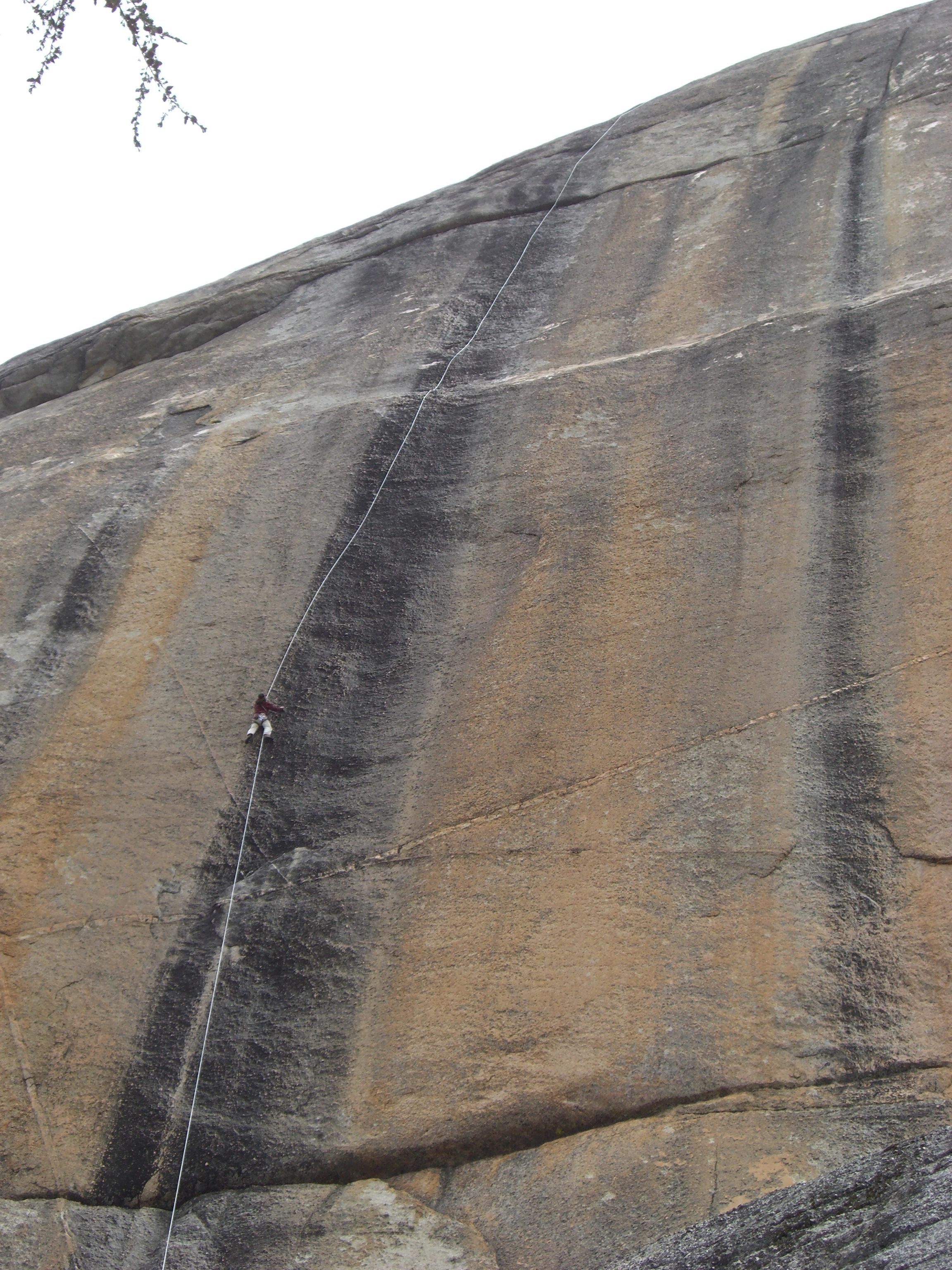
Ron Kauk klettert die Route Bachar-Yerian (5.11c) am Medlicott Dome, Tuolumne Meadows.

Ron Kauk (* 23. September 1957 in Redwood City, Kalifornien) ist ein amerikanischer Kletterer. Er gilt als einer der Väter des modernen Sportkletterns und war Erstbegeher mehrerer schwerer Kletterrouten vor allem im Yosemite-Tal in Kalifornien.

## Leben
Ron Kauk begann 1974 im Yosemite mit dem Klettern. Schon ein Jahr später gelang ihm zusammen mit John Long und John Bachar mit der Route Astroman Schwierigkeit 5.11c (amerikanische Skala) in der Ostwand des Felsturms Washington Column die für fünf Jahre schwierigste lange Freikletterroute im Tal und vielleicht auch weltweit.
Im Jahr 1978 folgte seine bekannteste Erstbegehung mit der Route Separate Reality (5.11d). Die Route führt spektakulär durch ein waagerechtes Felsdach und wurde nach einem Buch von Carlos Castaneda benannt. Im gleichen Jahr gelang ihm der Boulder Midnight Lightning (V8) auf dem Gelände des Campingplatzes Camp 4. Der Boulder wurde wie auch die Route Astroman nach einem Song von Jimi Hendrix benannt.
Ron Kauk stand in direkter Konkurrenz zu John Bachar. Als dieser eine von ihm projektierte Route erstbeging, ohne ihn zu fragen, kam es zu einer Prügelei im Camp 4. Am 3. Juli 1979 gelang ihm zusammen mit Bill Forrest, John Roskelley und Kim Schmitz die Erstbesteigung des Uli Biaho Tower im Karakorum. Im Jahr 1990 gelang ihm im Yosemite mit Crossroads (5.13d) wieder die härteste Route im Tal. Dies steigerte er noch 1997 mit Magic Line (5.14b).
Auch in den Medien war Ron Kauk präsent, so wurde er im Jahr 1989 von NBC Sportsworld in der Route Backbone (5.13a) in den Smith Rocks gefilmt. Im Jahr 1992 doubelte er zusammen mit dem deutschen Kletterer Wolfgang Güllich Sylvester Stallone im Film Cliffhanger. Im Jahr 1999 trainierte Ron Kauk den Schauspieler Tom Cruise für den Film Mission: Impossible II. Im Jahr 2000 produzierte er das Video Yosemite: Ascending Rhythms über das Klettern im Yosemite. Im Jahr 2003 brachte er das Buch Spirit of the Rock heraus.